# The Rising
The Rising er det tolvte studiealbum af Bruce Springsteen, udgivet i 2002 af Columbia Records. Udover at være Springsteens første album i syv år, var det også det første med E Street Band igen efter 18 år. Albummet reflekterer over Terrorangrebet den 11. september 2001.
The Rising debuterede som nummer ét på Billboard 200 listen, med salg af over 520.000 eksemplarer i den første uge. Albummet vandt en Grammy Award for bedste rockalbum i 2003 og var desuden nomineret til en Album of the Year, men tabte til Norah Joness debutalbum Come Away with Me. Titelsangen "The Rising" var også Grammy nomineret og modtager.
I året 2002, blev The Rising en af kun to album til at modtage Rolling Stones højeste karakter – fem stjerner – den anden er Becks Sea Change. Magasinet placeret også albummet på en #15 plads på deres liste over 100 bedste album af dette årti.

## Historie
De fleste af sangene blev skrevet efter 11. september 2001, nogle blev dog også skrevet før. Der har været rygter om, at Springsteen fik inspirationen til albummet nogle dage efter Terrorangrebet den 11. september 2001, da en fremmed i en bil standsede ved siden af ham, og rullede sit vindue ned og sagde: "We need you now." Springsteen fortalte også denne historie til journalisten Mark Binell den 22. august 2002 i Rolling Stone. "My City of Ruins" blev oprindeligt udført i, og skrevet om, Asbury Park, New Jersey. Sangen medvirkede på december 2001 støtte-albummet America: A Tribute to Heroes, hvor den fik en udvidet betydning. "Further On (Up the Road)" blev indspillet live i Madison Square Garden i sommeren 2000 i slutningen af Springsteens-E Street Reunion Tour. "Waitin' on a Sunny Day" blev oprindeligt skrevet i midten af 1990'erne. Springsteen har udtalt, at "Nothing Man" blev oprindeligt færdiggjort i 1994, men gen-indspillet til dette album.
"Mary's Place" er direkte inspireret af Sam Cookes "Meet Me at Mary's Place". "Let's Be Friends" tager musikalsk form fra John Mellencamps "Cherry Bomb" og Mariah Careys "Dreamlover". og evangeliets-lignende "My City of Ruins" er organiseret omkring melodi linje af Curtis Mayfields "People Get Ready".
Hjulpet af en væsentlig kampagne – pre-udgivelse og markedsføring blev det et af Springsteens største i hans karriere – og den samtidige Rising Tour, The Rising endte med at blive Springsteens første #1 album på den amerikanske album chart siden hans 1995 opsamlingsalbum Greatest Hits og endte også med at sælge omkring 2.100.000 eksemplarer i USA.
En fornyet-indspillede version af sangen "The Fuse" medvirker i Spike Lees 2002 film 25th Hour.

## Modtagelse
Indledende kritiske reaktion på The Rising var meget positiv. På Metacritic, der tildeler en normaliseret karakter ud af 100 til anmeldelser fra mainstream kritikere, har albummet fået en gennemsnitlig score på 82, baseret på 21 anmeldelser.

## Trackliste
Alle sange er skrevet af Bruce Springsteen.
| #   | Titel                             | Længde |
| --- | --------------------------------- | ------ |
| 1.  | "Lonesome Day"                    | 4:08   |
| 2.  | "Into the Fire"                   | 5:04   |
| 3.  | "Waitin' on a Sunny Day"          | 4:18   |
| 4.  | "Nothing Man"                     | 4:23   |
| 5.  | "Countin' on a Miracle"           | 4:44   |
| 6.  | "Empty Sky"                       | 3:34   |
| 7.  | "Worlds Apart"                    | 6:07   |
| 8.  | "Let's Be Friends (Skin to Skin)" | 4:21   |
| 9.  | "Further On (Up the Road)"        | 3:52   |
| 10. | "The Fuse"                        | 5:37   |
| 11. | "Mary's Place"                    | 6:03   |
| 12. | "You're Missing"                  | 5:10   |
| 13. | "The Rising"                      | 4:50   |
| 14. | "Paradise"                        | 5:39   |
| 15. | "My City of Ruins"                | 5:00   |

### Tour edition bonus DVD
1. . "The Rising" (live, 2002 MTV Video Music Awards)
2. . "Waitin' on a Sunny Day" (live, The Rising Tour, Barcelona, Spanien, 2002)
3. . "Lonesome Day" (musikvideo)
4. . "Mary's Place (live, The Rising Tour, Barcelona, Spanien, 2002)
5. . "Dancing in the Dark" (live, The Rising Tour, Barcelona, Spanien, 2002)

## Hitlister
| År   | Hitliste      | Position |
| ---- | ------------- | -------- |
| 2002 | Billboard 200 | 1        |

## Medvirkende

### E Street Band
- Bruce Springsteen – lead guitar, vokal, akustisk guitar, baryton guitar, harmonika
- Roy Bittan – keyboards, klaver, mellotron, kurzweil, pump organ, Korg M1, crumar
- Clarence Clemons – saxofon, støttevokal
- Danny Federici – hammondorgel, Vox Continental, Farfisa
- Nils Lofgren – elektrisk guitar, Dobro, slide guitar, banjo
- Patti Scialfa – vokal
- Garry Tallent – bass guitar
- Steven Van Zandt – elektrisk guitar, støttevokal, mandolin
- Max Weinberg – trommer

### Yderligere musikere
- Soozie Tyrell – violin, støttevokal
- Brendan O'Brien – drejelire, glockenspiel, orchestra klokker
- Larry Lemaster – cello
- Jere Flint – cello
- Jane Scarpantoni – cello
- Nashville String Machine
- Asuf Ali Khan
- Alliance Singers
- The Miami Horns